# Placopsilinella
Placopsilinella es un género de foraminífero bentónico de la familia Hospitellidae, del suborden Allogromiina y del orden Allogromiida. Su especie tipo es Placopsilinella aurantiaca. Su rango cronoestratigráfico abarca el Holoceno.

## Clasificación
Placopsilinella incluye a la siguiente especie:
- Placopsilinella aurantiaca †